# Phan Huy Quát
Phan Huy Quát (vi; 12 de junho de 1908 – 27 de abril de 1979) foi um médico e político sul-vietnamita que serviu como Primeiro-ministro da República do Vietnã por quatro meses em 1965.

## Primeiros anos
Phan Huy Quát nasceu no Distrito de Lộc Hà na Província de Hà Tĩnh. Frequentou o Lycée Pellerin, em Huế, depois estudou medicina em Hanói e se formou como médico antes de ingressar na política.
Em 1º de julho de 1949, Quát foi nomeado Ministro da Educação pelo Chefe de Estado Bảo Đại. Em 22 de janeiro de 1950, o Primeiro-ministro Nguyễn Phan Long nomeou Quát Ministro da Defesa, cargo no qual serviu apenas brevemente antes de o Gabinete ser reorganizado e ele retornar ao trabalho para o Đại Việt Quốc dân đảng.
Em junho de 1953, o Primeiro-ministro Nguyễn Văn Tâm nomeou Quát Ministro da Defesa. Quát permaneceria nessa posição até 1954, quando o Príncipe Bửu Lộc se tornou Primeiro-ministro e nomeou Quát Ministro Especial encarregado do processo de democratização do Vietnã. O Dr. Quát então serviu brevemente como primeiro-ministro interino até Bảo Đại nomear Ngô Đình Diệm para o cargo.
Em abril de 1960, Quát assinou o Manifesto Caravelle, uma lista de queixas e demandas especificamente críticas a Diệm, e foi prontamente preso pelo GVN. Após o assassinato de Diệm em outubro de 1963, Quát foi nomeado Ministro das Relações Exteriores pelo Major General Nguyễn Khánh, um dos principais participantes do golpe sangrento. Embora Quát frequentemente criticasse o governo interesseiro de Khánh, ele permaneceu no gabinete de Khánh até novembro de 1964, quando Trần Văn Hương foi instalado como Primeiro-ministro do recém-criado Alto Conselho Nacional (HNC) do General Khánh.
Em 16 de fevereiro de 1965, o Conselho das Forças Armadas, um grupo de oficiais militares sul-vietnamitas que assumiu o poder quando o General Khánh depôs Hương e o HNC, garantiu a nomeação de Quát para primeiro-ministro a fim de frustrar uma tentativa de tomada de poder pelo chefe da junta Khánh, que pretendia instalar o economista Nguyễn Xuân Oánh como seu fantoche no cargo de Primeiro-ministro. O próprio Khánh foi forçado a renunciar após um golpe em 19/20 de fevereiro e foi posteriormente exilado. O Marechal do Ar Nguyễn Cao Kỳ então liderou a junta que supervisionou o gabinete civil. 
Em 1965, Kỳ foi nomeado primeiro-ministro e Nguyễn Văn Thiệu se tornou presidente por uma reunião conjunta especial de líderes militares após a renúncia voluntária do presidente civil Sửu. Após deixar o cargo de Primeiro-ministro, o Dr. Quát retornou à sua prática médica. Ele permaneceu na política até 1975, trabalhando com a Liga Anticomunista Asiática (Liên Minh Á Châu Chống Cộng) como presidente de seu escritório vietnamita.

### Vida posterior
Após a Queda de Saigão, Quát se escondeu. Em agosto de 1975, foi preso e encarcerado na Prisão de Chí Hòa após uma tentativa fracassada de fugir do Vietnã. Foi lá que morreu de insuficiência hepática em 27 de abril de 1979. O relatório oficial indicava que Quát havia morrido de "derrame, ataque cardíaco e insuficiência hepática". 